# Run the Night
«Run the Night» — песня в исполнении Джиджи Роу. Она была выпущена 17 августа 2016 года для саундтрека к танцевальной видеоигре «Just Dance 2017». Позже он был добавлен в её мини-альбом «Hello Gigi Rowe» в качестве первого трека.
Позже, 24 февраля 2017 года, был выпущен мини-альбом с ремиксами, а новая версия, ремикшированная болгарским диджеем Панчо, была выпущена в качестве сингла для его продвижения.

## Предыстория
«Run the Night» — первый официальный сингл, выпущенный Джиджи Роу за три года после «Running from the Grave» в 2013 году. Песня, написанная и спродюсированная ill Factor и исполненная Роу, была представлена в виде демо-версии под названием «Dance All Night» мировому музыкальному директору Ubisoft Дидье Лорду, который счел, что песня идеально подходит для игры Just Dance. После того, как ill Factor позвонил Роу и сообщил, что песня будет добавлена в игру, на следующий день она вылетела в Майами, чтобы закончить запись песни, которая теперь называется «Run The Night».
23 сентября 2016 года медиа-платформа «Dancing Astronaut» объявила о партнерстве с Rowe и WAVO в рамках конкурса, в рамках которого люди должны были сделать ремикс на песню, а победители получат коммерческий релиз своего ремикса и другие призы. Ремиксы были выпущены в рамках мини-альбома Remix, который был выпущен 24 февраля 2017 года. Один из ремиксов, сделанных болгарским диджеем Панчо, был выпущен в качестве сингла для продвижения мини-альбома.
19 мая 2017 года Роу выложила акустическое исполнение песни на своем YouTube-канале. 1 января 2020 года Роу опубликовала демо-версию «Dance All Night» на своем канале. Дата выхода демо-версии неизвестна.

## Тема
В интервью Джиджи Роу упомянула тему песни::
«Run the Night — это гламурный гимн побега. Главное — наслаждаться моментом, знать, чего ты хочешь, и не бояться идти навстречу этому».

## Музыкальное видео
Клип на эту песню был выпущен 13 октября 2016 года на новом канале VEVO под названием «GigiRoweVEVO». В клипе Джиджи Роу поет, танцует и веселится на вечеринках в разных сценах.

## Трек-лист ремикса EP
| Трек | Название                           | Автор          | Продюсер  | Длительность |
| ---- | ---------------------------------- | -------------- | --------- | ------------ |
| 01.  | Run the Night (ST4RBUCK Remix)     | Иван Коррализа | ST4RBUCK  | 4:49         |
| 02.  | Run the Night (Chris Wright Remix) | Коррализа      | Крис Райт | 4:02         |
| 03.  | Run the Night (Arlancis Remix)     | Коррализа      | Арлансис  | 3:45         |
| 04   | Run the Night (Pancho Remix)       | Коррализа      | Панчо     | 5:22         |

## Мелочи
- «Run the Night» — одна из немногих песен, выпущенных Джиджи Роу, которая не была написана ею самой или в соавторстве с ней.

- Песня вошла в саундтрек к альбому «Just Dance Video Game Hits, Vol. 1», выпущенному 25 октября 2016 года в качестве восемнадцатого и последнего трека.

- Ремикс Arlancis — самый короткий трек на ремикс-EP, его продолжительность составляет 3 минуты и 45 секунд. С другой стороны, ремикс Pancho — самый длинный трек на нем, его продолжительность составляет 5 минут и 22 секунды.

- Хореографом клипа выступила Сорайя Ланди.[5]

- Официальная запись инструментала была опубликована 19 января 2021 года